# Андріївка (Решетилівська міська громада)
Андрі́ївка — село в Україні, у Решетилівській міській громаді Полтавського району Полтавської області. Населення становить 22 осіб. До 2020 орган місцевого самоврядування — Демидівська сільська рада.

## Географія
Село Андріївка знаходиться на правому березі річки Полузір'я, вище за течією на відстані 3 км розташоване село Косточки, нижче за течією примикає село Левенцівка, на протилежному березі - село Браїлки.

## Історія
12 червня 2020 року, відповідно до розпорядження Кабінету Міністрів України № 721-р «Про визначення адміністративних центрів та затвердження територій територіальних громад Полтавської області», село увійшло до складу Решетилівської міської громади.
19 липня 2020 року, в результаті адміністративно - територіальної реформи та ліквідації Решетилівського району, село увійшло до складу новоутвореного Полтавського району Полтавської області.